# Witz

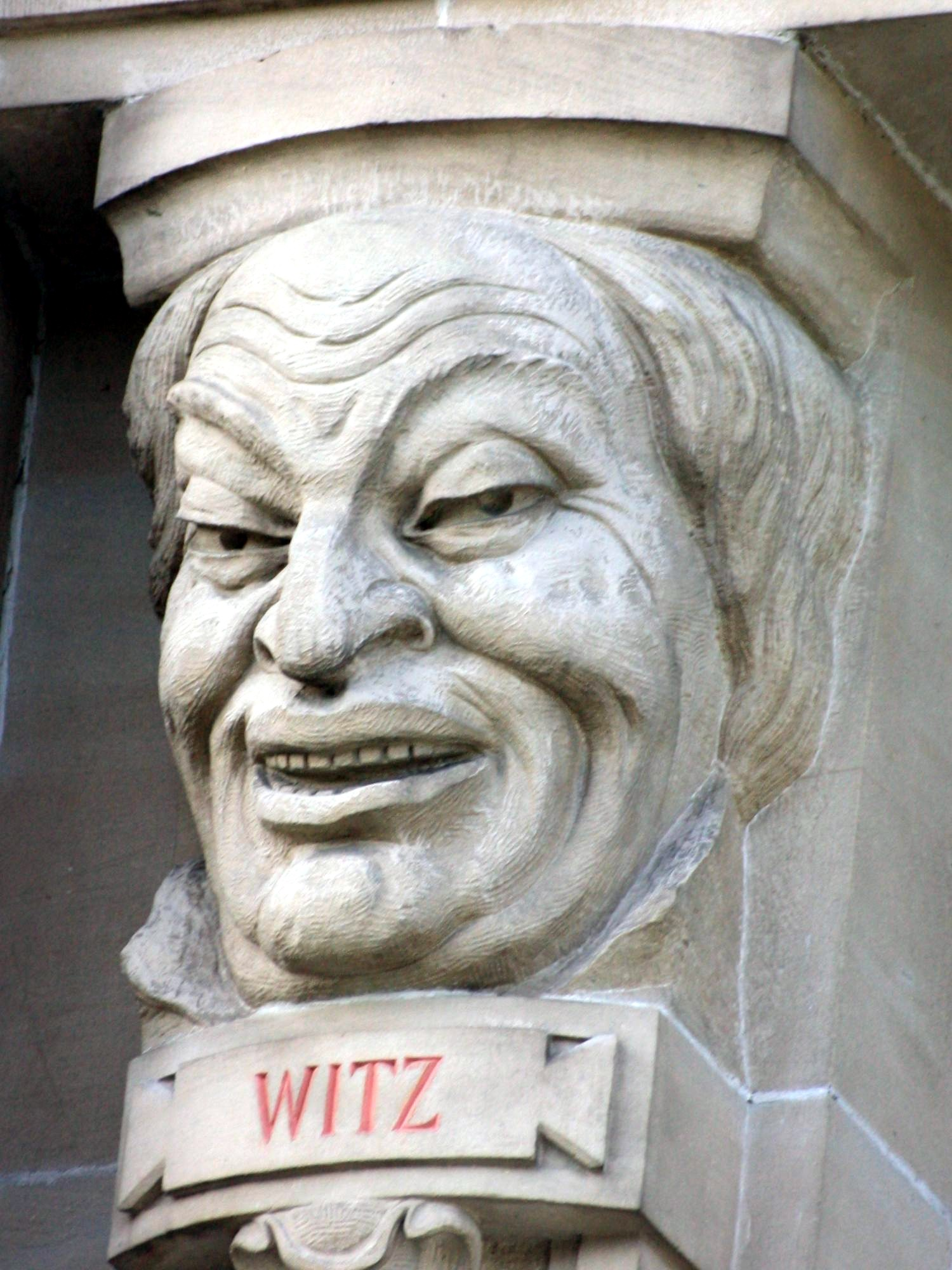
Allegorische Darstellung des Witzes am Stadttheater Gießen

Ein Witz ist eine besonders strukturierte fiktionale Erzählung oder Fragestellung, die den Zuhörer oder Leser durch einen für ihn unerwarteten Ausgang (Pointe) zum Lachen anregen soll.

## Etymologie
Das Wort Witz hat seinen Ursprung in dem indogermanischen vid, von welchem beispielsweise auch das griechische ἰδέα und das lateinische videre abstammen. Im Mittelalter hieß „diu wizze“ so viel wie Denkkraft, Klugheit, gesunder Menschenverstand, wobei mehr an eine erworbene als an eine angeborene Eigenschaft gedacht war. Ende des 17. Jahrhunderts verengte sich die Bedeutung unter dem Einfluss des Französischen und beinhaltete etwa dasselbe wie das noch heute geläufige Fremdwort Esprit; witzig hieß so viel wie geistreich und bezeichnete insbesondere die schnelle Gedankenverbindung, die intellektuelle Kombination oder die geistige Beweglichkeit. Von der Wortherkunft her war der Witz ein heller, lebendiger Verstand („Mutterwitz“). Erst im 19. Jahrhundert wurde es üblich, das Wort in erster Linie auf die Produkte witziger Äußerungen zu beziehen und in diesem Sinne von einem Witz zu sprechen.
Das Wort „Witz“ ist etymologisch verwandt mit dem englischen wit „Gewitztheit, Esprit“, leitet sich jedoch vom althochdeutschen wizzi „Wissen“, „scharfe Beobachtung“ zu „wissan“, „gesehen haben“ ab (vergl. englisch wit auch: „geistige Wendigkeit“, witness „Zeuge“, „etw. miterleben“). Bis in die Zeit um 1800 meint „Witz“ ein menschliches Vermögen, lateinisch auch ingenium genannt: die Fähigkeit, verblüffende und aufschlussreiche Vergleiche herzustellen sowie Metaphern zu erfinden. Denjenigen, bei dem dieses Vermögen besonders ausgeprägt ist, nennt man einen „witzigen Kopf“.

### Witz und Spaß
Erst im 19. Jahrhundert wurde es üblich, das Wort „Witz“ auf die Produkte witziger Veranlagung zu beziehen. Synonyme oder Teilaspekte des heutigen Begriffs Witz sind Jux, Scherz, Ulk als humorvoller Streich, oder Gag (englisch: „witziger Einfall“). Autoren, die für Medien Witze schreiben, werden Gagautoren genannt.

### Der Clou
Witz an der Sache verwendet man, um auszudrücken, dass es sich bei einem bestimmten Detail eines Themenkomplexes um den Kernpunkt, den wesentlichen Teil handelt. Beispiel: Und deswegen hat er das so gemacht? Ja, das war doch der Witz an der Sache.
Witz im älteren Sprachgebrauch bezeichnet einen raffinierten Gebrauch des Verstandes. Clou in der heutigen Form ist die Gewitztheit, der Esprit (französisch „Geist“) die Fähigkeit zu überraschenden, aber gehaltvollen Assoziationen. Der Clou ist der Kern einer Sache.
Der Bedeutungswandel vollzieht sich infolge der allmählichen Einbürgerung eines verkürzten Ausdrucks, der eigentlich eine „gewitzte Anekdote“ bezeichnen soll. Im 19. Jahrhundert ist die Bedeutungswandlung zum heutigen Verständnis schon abgeschlossen. Das französische Lehnwort bietet sich als Variante: Clou (aus lateinisch clavus wörtlich „Nagel“, vergl. Den Nagel auf den Kopf treffen). Eine auszeichnende Besonderheit, eine herausragende Situation oder ein guter, unerwarteter Einfall, der Kern der Sache sind der Schlüssel zu einer Lösung. Beispiele: „Das war der Clou des Abends!“, „Der Clou des Ganzen“.

### Witz und Gewitztheit
Der ursprünglichere Inhalt von Witz entspricht der inzwischen leicht veralteten Gewitztheit und hat sich in einigen deutschen Begriffen erhalten (Mutterwitz, Nürnberger Witz). Witz ist in diesem Sinne „Bauernschläue“, „rasche Auffassungsgabe“ (vgl. französisch esprit). Dieser Sinn steckt in der Bedeutung von witzlos als „ohne Zweck“, etwa als Das ist witzlos für „Das bringt nichts“. Weitere Beispiele sind Spielwitz für „Taktik“ oder auch Aberwitz, wobei hier aber- „darüber hinaus“ bedeutet also „über den Verstand hinausgehend“. Weitere Worte, in denen dieser Sinn verwendet ist, sind Irrwitz und Wahnwitz.
Auch der Gebrauch in der Redewendung „Die Sache ist nicht ohne Witz“ gehört zu dieser Gruppe, wobei im aktuellen Sprachgebrauch auch der Anglizismus Cleverness für Witz steht.

## Geschichte
Platon gilt allgemein als der erste Theoretiker des Humors, denn für ihn ist Humor die Mischung von Vergnügungen und Schmerz. Humor resultiere aus den ambivalenten Gefühlen gegenüber dem Lächerlichen. Der Lachende fühle sich gegenüber dem Verlachten überlegen. Platons Herabsetzung des Lachens zieht sich durch die Geschichte des Abendlandes. Aristoteles vertrat in seinem Werk Rhetorica (ca. 330 v. Chr.) die Auffassung, dass der Witz der Argumentation des Redners dienen müsse, wobei unpassende Witze vermieden werden sollten.
Lange Zeit verstand man unter dem Witz die geistige Fertigkeit, „zwischen verschiedenen Dingen Ähnlichkeiten zu bemerken“. Durch eine immer schärfer greifende semantische Verengung wurde mit Witz schließlich nur noch die einzelne kurze Erzählung verstanden. Der Witzbegriff im heutigen Sinne wurde erstmals am 20. Februar 1809 von Goethe gebraucht. „Der Witz setzt immer ein Publikum voraus. Darum kann man den Witz auch nicht bei sich behalten… Der Witz gehört unter den Spieltrieb“. Für Emil Kraepelin war der Witz die willkürliche Verknüpfung zweier „miteinander in irgend einer Weise kontrastierender Vorstellungen“, zumeist durch sprachliche Assoziation.
Mit Immanuel Kant und Arthur Schopenhauer begann in der Forschung über Witz und Humor eine neue Phase. Beide werden als die frühen Vertreter der so genannten „Inkongruenztheorie“ betrachtet, unter welcher Schopenhauer die plötzliche Wahrnehmung einer Inkongruenz zwischen Konzept und realem Objekt als Ursache für das Lachen verstand. Sigmund Freud, der wichtigste Vertreter der psychoanalytischen Witzforschung, fand drei Gebiete des Alltagslebens, für dessen Verständnis das Unbewusste den Schlüssel liefere: den Traum, die Fehlhandlungen und den Witz. Im Gegensatz zu Traum und Fehlleistungen ist der Witz jedoch kein unmittelbares Ergebnis des Unbewussten und besitzt (durch Zuhörer) eine soziale Komponente. Für ihn – und einige seiner Schüler – resultierte die Lust am Witz aus einem plötzlichen Abbau von Hemmungsaufwand. Dieser Hemmungsaufwand, den normalerweise Erziehung und Gesellschaft von uns fordern, den uns der Witz jedoch erspart, entstehe durch das Tabu bestimmter Gedanken, Vorstellungen, Gefühle oder Triebregungen, die nicht ins Bewusstsein treten sollen, sondern die blockiert, ausgesperrt, verdrängt oder umgangen werden sollen.

## Allgemeines
Der Witz ist heute Untersuchungsobjekt mehrerer Wissenschaften. Sowohl Sprachwissenschaft, Volkskunde als auch Psychoanalyse und Gestaltpsychologie befassen sich – jeweils für ihre Zwecke – mit dem Witz. Keiner dieser Disziplinen ist es bisher gelungen, eine allgemein anerkannte Definition des Witzbegriffs zu entwickeln. In der Sprachwissenschaft ist der Witz eine Textsorte und eine abgrenzbare literarische Gattung, die Volkskunde befasst sich mit seinen Überlieferungen, die Psychoanalyse mit der Witzanalyse im Hinblick auf seine Abläufe im Unterbewusstsein und die Gestalttheorie mit der Analyse von Witzstrukturen in Hinblick auf den dabei wirksamen Bezugssystem-Wechsel. Allen Disziplinen gemeinsam ist die notwendige Folge des Witzes, dass Rezipienten zum Lachen angeregt werden. Lachen kann verschiedene Ursachen haben, zu denen auch der Witz gehört. Während viele andere neurologischen Ursachen des Lachens verborgen bleiben, öffnet sich der Witz Analysemöglichkeiten.

## Aufbau des Witzes
Angelehnt an die klassische Rhetorik kann der Witz in folgende Bestandteile gegliedert werden.
- Mit dem Exordium verschafft sich der Erzähler Aufmerksamkeit und kennzeichnet den Text als Witz;
- die Exposition stellt Situation und Witzfiguren vor und bestimmt den Rahmen der weiteren Handlung;
- die Complicatio lässt die Witzfiguren handeln und bietet eine Möglichkeit der Interpretation von Handlung oder Rede der Witzfiguren. Sie bietet dabei scheinbar eine einzige Deutungsmöglichkeit an, unmerklich wird jedoch eine weitere Deutungsmöglichkeit geschaffen;
- die Pointe überrascht den Hörer durch eine weitere Deutungsmöglichkeit und deckt den in der Complicatio verborgenen Doppelsinn auf. Sie vermittelt die Einsicht, dass das Urteil über den Sachverhalt nicht zwingend einer einzigen Auffassung unterworfen ist.

Mit der Ankündigung (Exordium) eines Witzes scheint der Erzähler ein Versprechen abzugeben, dass er die Hörer zum Lachen bringen werde. Expositio, Complicatio und Pointe sind konstitutive Elemente des Witzes, die Pointe ist sein Kern. Die Pointe hat auf einer anderen Ebene Sinn als der Hörer im Voraus aufgrund der Erwartungsebenen annehmen durfte. Die zunächst aufgebaute Beklemmung wegen eines vermeintlichen Problems löst sich in befreiendes Lachen auf. Das Gelächter der Zuhörer zeigt an, dass sie den Positionswechsel erkannt und mit vollzogen haben. Mit der Pointe endet der Witz abrupt, jedes weitere Wort wäre zu viel.
Nach André Jolles kann man den Witz als „eine einfache narrative Form verstehen. Seine reguläre Darbietung ist die kurze Erzählung, die einen offenbaren Punkt der Distanzierung vom andernfalls gebotenen Ernst birgt.“
Möglich sind Bildwitze, bei denen der Betrachter den Plot selbst ergänzt und mit dem Element ergänzt, das die Distanzierung vom gebotenen Ernst erlaubt. Eine groteske Verzerrung, ein offenkundig unwahrscheinliches Bildelement kann die Distanzierung vom andernfalls gebotenen Ernst gestatten. Im mündlichen Vortrag kann das Signal zur Distanzierung allein mit einem Blick oder einer Geste zwischen dem Erzähler und den Zuhörern geschehen – die Regel ist jedoch ein Plot, bei dem der bekannte Ablauf bereits das Signal birgt, an welcher Stelle die Zuhörenden sich vom Ernst der Situation befreien können.

## Funktionen des Witzes

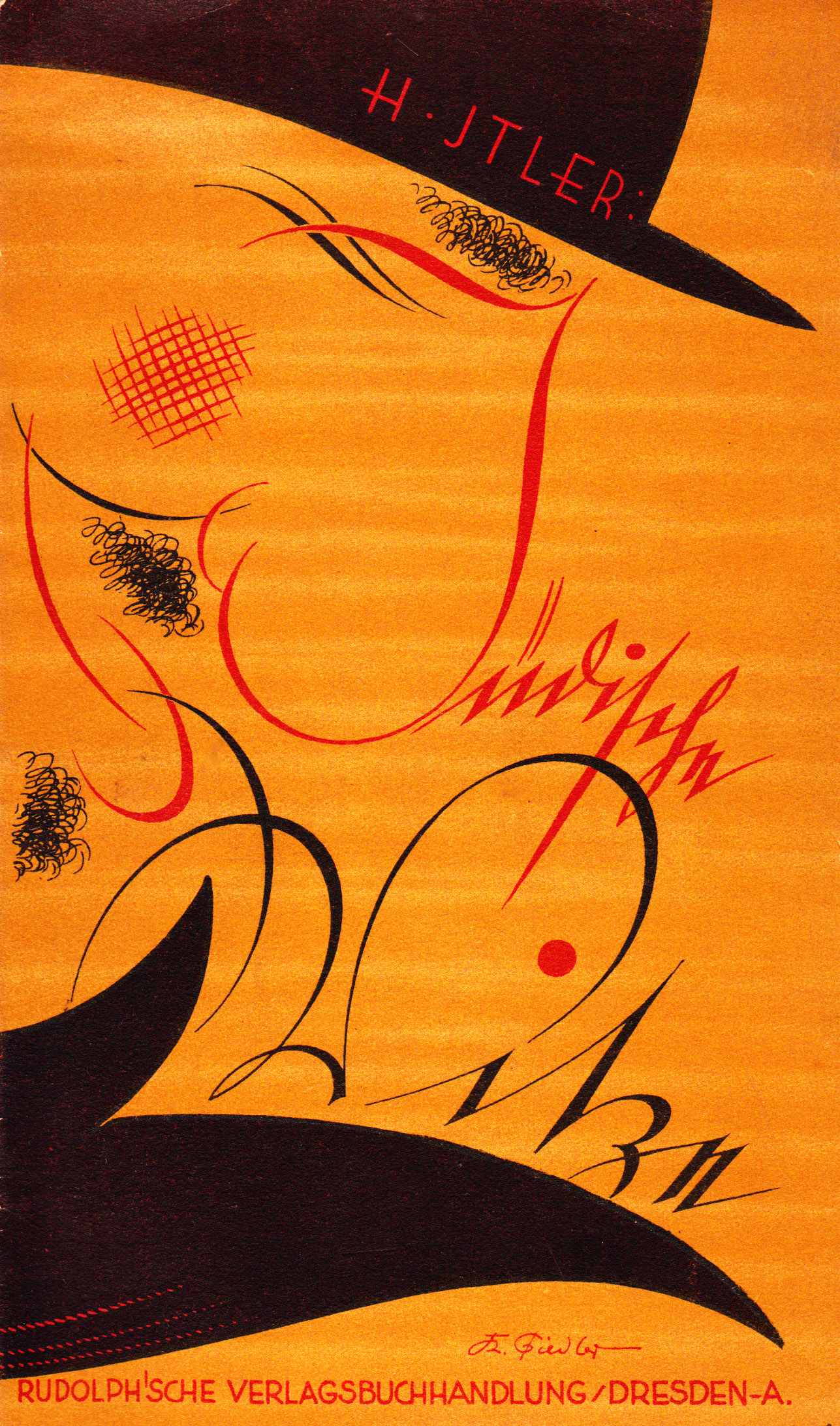
Die Rudolph’sche Verlagsbuchhandlung ironisierte mit dem Pseudonym des Autors den späteren Nazidiktator (1927).

Nach Freud hat der Witz 3 Funktionen:
- Befriedigung feindlicher und aggressiver Impulse, die aufgrund sozialer Normen ansonsten unterdrückt werden müssen;
- Befriedigung des Triebs, über verbotene Themen zu sprechen, die aber im Witz angesprochen werden können und
- Befriedigung eines unschuldigen Spieltriebs.

Im Witz spielt das Skript eine zentrale Rolle. Es beinhaltet semantische Informationen, die mit den Wörtern im Witztext assoziiert sind oder von den Wörtern aufgerufen werden. Der Text ist kompatibel mit zwei verschiedenen Skripten, die gleichzeitig in Opposition zueinander stehen (so genannte Skriptopposition):

„Treffen sich zwei Jäger im Wald. Beide tot.“

Treffen ist eine Skriptopposition, die zwei Bedeutungen hat. Die Complicatio legt mit „treffen“ nahe, dass die beiden Jäger im Wald zusammenkommen, die Pointe verwendet jedoch überraschend den „Treffer“ als Ergebnis des gegenseitigen Schusswaffengebrauchs. Durch das Sprachelement wird eine zweite Interpretation ausgelöst. Die Pointe ist die Stelle, an der ein Wechsel von einem Skript zum anderen ermöglicht wird. Dieses Element bezeichnet Victor Raskin als den semantischen Trigger (Auslöser) für den Skriptwechsel, den er weiter in zwei Sorten klassifiziert, nämlich Ambiguität und Widerspruch. Im Witz hat das Wort oder die Wortgruppe, die als Auslöser gilt, daher mindestens zwei unterschiedliche semantische Bedeutungen. Beim Lesen oder Hören des Textes bis zum Trigger wählt der Rezipient eine dieser Bedeutungen aus und baut hierauf entsprechend die erste Interpretation des ganzen Textes auf. Während der Witz bis zum Ende weiter gelesen oder gehört wird, wird erst deutlich, dass die zweite Bedeutung des Triggers gewählt werden sollte. Dadurch kommt man auf die zweite Interpretation des ganzen Witztextes. Auf diese Weise sind zwei Skripten für den Witz entstanden.

## Psychoanalyse des Witzes
Nach Freud, der in seinem für die Witzforschung grundlegenden Werk Der Witz und seine Beziehung zum Unbewußten eine der größten Witzsammlungen seiner Zeit veröffentlicht hatte, werden über den Witz unbewusste Botschaften transportiert. Für Freud waren Traum, Fehlleistungen und Witze die Zugänge zu den unbewussten Quellen des Individuums. Er unterscheidet 3 Grundformen:
- Verdichtung
  - Mit Ersatzbildung durch Mischwort (Beispiel: familiär – famillionär),
  - leichte Modifikation (Beispiel: Orientexpresszug und Erpressung – Orienterpresszug)
- Verwendung des nämlichen Materials
  - Zerteilungswitz (Beispiel: Fragt der Urologe den Patienten: „Befriedigen Sie sich durch Onanie?“ Patient: „Oh, na, nie!“)
  - Änderung der Anordnung (Beispiel: Singles kommen nach Hause, sehen, was im Kühlschrank ist, und gehen ins Bett; verheiratete Männer kommen nach Hause, sehen, was im Bett ist, und gehen an den Kühlschrank)
  - leichte Modifikation (Vertauschung eines Vokales)
- Doppelsinn
  - Name und Satzbedeutung
  - metaphorische und sachliche Bedeutung
  - eigentlicher Doppelsinn (Wortspiel)
  - Zweideutigkeit
  - Doppelsinn mit Anspielung[26]

Freud unterscheidet ferner die harmlosen (abstrakten) und die tendenziösen (feindseligen) Witze. Harmlose Witze haben unverkennbar das Ziel, Lust beim Hörer hervorzurufen. Die Lust beim abstrakten Witz entspringe der angewandten Technik, sie entsteht beim tendenziösen dadurch, dass eine Tendenzbefriedigung ermöglicht wird, die sonst unterblieben wäre. In tendenziösen Witzen sind immer Zielscheiben vorhanden. Freud unterscheidet hier zwei große Tendenzen, und zwar die Feindseligkeit (die zur Aggression, Satire oder Abwehr dient) und die Obszönität (welche der Entblößung dient). Zu den ersteren gehören z. B. die Berufswitze (Ärztewitze, Beamtenwitze, Juristenwitze, Politikerwitze), in denen die Angehörigen eines bestimmten Berufs wegen ihrer Unfähigkeit oder Faulheit bei der Arbeit ausgelacht werden, oder manche der Blondinenwitze, in denen die Blondinen immer als dumm und naiv präsentiert werden. Tendenziöse Witze dienen vor allem dazu, dass sich Menschen wegen der Verstöße gegen die moralischen, logischen oder kulturellen Regeln, die sie in ihrer Erziehung gelernt haben, von diesen Beschränkungen befreien können.

## Witzthemen
Sujets
Witze nehmen ihre Sujets aus allen Bereichen, die mit Geboten zu ernsthaftem Verständnis, Mitgefühl, menschlicher Wärme und Achtung ausgestattet sind.
- Sprachwitze erlauben es, der Sinnbedeutung der Sprache selbst nicht länger ernst gegenüberzustehen.
- Sex-Witze erlauben es, dem mit Tabus und der Aufforderung zu Intimität und Mitgefühl belegten Bereich mit Weigerungen des eingeforderten Ernstes zu begegnen.
- Politische Witze erlauben es, einem politisch repressiven Regime mit einer Verweigerung des eingeforderten ernsthaften Respektes zu begegnen.
- Witze über Krankheit und Tod gedeihen im schwarzen Humor in den Feldern, die mit letzter Konsequenz Ernst einfordern.

Vorurteile
Charakteristisch ist, dass Witze oft Vorurteile, Ängste oder Tabuthemen aufgreifen, von gesellschaftlichen Minderheiten handeln oder menschliche Schwächen thematisieren; der Witz berührt alle Arten von menschlichen Schwächen. Witze mit Vorurteilen befassen sich mit Frauen- oder Männerthemen, Rauchern (jeweils von der anderen Gruppe thematisiert) oder Personen mit körperlichen/geistigen Gebrechen. Auch die Inkompetenz von älteren Menschen in der digitalen Welt ist ein Witzthema:

„Immer mehr Senioren verschwinden spurlos im Internet, nachdem sie die Tasten ALT + ENTF gedrückt haben.“

Zu den in Witzen vorkommenden Minderheiten gehören insbesondere Ostfriesen, Türken, Amerikaner, Juden, Polen, Sikhs in Indien, Ossis/Wessis, Politiker oder Blondinen. Diese sozialen Gruppen werden in Witzen stigmatisiert, die Vorurteile gegen sie verfestigt. Auf diese Weise können nach Sigmund Freud mit einem Tabu versehene oder unbewusste Inhalte in einer gesellschaftlich akzeptierten Form dargestellt und ausgedrückt werden. Auch nach Sigmund Freud haben sich verschiedene Forscher mit den Wirkweisen diskriminierenden Humors befasst. Mit ihrer Prejudiced Norm Theory erklären Ford und Ferguson (2004), warum diskriminierender Humor zu mehr diskriminierendem Verhalten führt. Sie zeigten, dass diskriminierender Humor eine unernste Denkweise aktiviert, die zu einer Reduktion der externen Motivation zur Unterdrückung von Stereotypen führt. Das hat zum Beispiel die Konsequenz, dass Sexismus am Arbeitsplatz eher akzeptiert und verstärkt wird oder sich Männer an weniger Fakten aus Bewerbungsschreiben von Frauen als von Männern erinnern können, nachdem sie sexistische Witze gelesen hatten.
Ein Beispiel ist der sexistische Witz, den der chilenische Staatspräsident Sebastián Piñera Ende 2011 dem damaligen Präsidenten von Mexiko, Felipe Calderón, erzählte, wofür er von weiblichen Mitgliedern seiner Regierung scharf kritisiert wurde:

«¿Sabe usted cuál es la diferencia entre un político y una dama? Cuando el político dice que 'sí', quiere decir 'tal vez'; cuando dice 'tal vez', quiere decir que 'no', y cuando dice que 'no', no es político. Cuando una dama dice que 'no', quiere decir 'tal vez'; cuando dice 'tal vez', quiere decir que 'sí'; cuando dice que 'sí', no es dama.»

„Was ist der Unterschied zwischen einem Politiker und einer Dame? Wenn der Politiker sagt: ‚ja‘, dann meint er ‚vielleicht‘; wenn er sagt: ‚vielleicht‘, dann meint er ‚nein‘; und wenn er ‚nein‘ sagt, dann ist er kein Politiker. Wenn eine Dame ‚nein‘ sagt, meint sie ‚vielleicht‘; wenn sie ‚vielleicht‘ sagt, meint sie ‚ja‘; und wenn sie ‚ja‘ sagt, dann ist sie keine Dame.“

Schema
Witze werden in der Regel nach standardisierten Konstruktionsschemata gebildet. Eine Erzählung wird etwa mit drei Steigerungen ausgestattet. Unter den Zuhörern besteht das Vorwissen, dass die letzte Steigerung die Situation so grotesk werden lässt, dass niemand die angebotene Geschichte länger ernst nehmen muss. Standard dafür ist der Witz, der Angehörige von drei verschiedenen Nationalitäten vor ein ernsthaftes Problem stellt, der erste verhält sich in der Situation merkwürdig, der zweite steigert dies, Letzterer jedoch agiert ganz offenbar grotesk, womit das Signal zur Distanzierung vom situationsgebotenen Ernst gegeben ist.
Nicht minder beliebt ist die Konstruktion mit einer Frage, auf die eine unerwartete Antwort gegeben wird – der Zuhörer gibt für sich die eingeforderte Antwort, der Erzähler die Antwort, von deren Ernst sich jeder befreien kann. Die Witze mit der Eröffnung „Frage an Radio Eriwan“ folgen diesem Konstruktionsschema.
Die doppelte – riskante und unriskante – Bedeutung von Worten gewinnt im Witz häufig Funktion:

„Ein Kabarettist betritt zur Zeit des Nationalsozialismus die Bühne mit einem Hitlerbild, sucht einen Platz, um es an die Wand zu hängen, stellt es dann auf dem Boden ab und überlegt endlich laut: ‚Man weiß nicht, ob man ihn aufhängen oder an die Wand stellen soll‘.“

Das ist maximal ernst formuliert im Sinne von „Hitler durch den Strang oder ein Erschießungskommando exekutieren“, aber erlaubt gleichzeitig die Befreiung vom Ernst der Situation. Der Kabarettist konnte sich darauf zurückziehen, hier dem Bild doch nur den eingeforderten Respekt erwiesen zu haben, denn es ist angeblich würdig, in allen Amtsstuben und Klassenzimmern zu hängen. Der Witz kann in der verknüpften Wortbedeutung liegen, beispielsweise bei „Brennholzverleih“.
Erzählung
Die Erzählung des Witzes pflegt Gruppenkonsens einzufordern und vorauszusetzen. Es gibt Insiderwitze, über die nur lachen kann, wer den Sachverhalt in seinem Ernst versteht. Heikel ist es in der Regel darum auch, als Fremder mit einer Gruppe mitzulachen, in der ein Witz erzählt wird. Das Lachen der Gruppe erstirbt meist, sobald ein Außenstehender mitlacht. Das Gruppenverhalten erlaubt es nur den Mitgliedern, sich vom Ernst des Themas zu distanzieren. Wer nicht dazugehört, darf sich nicht unaufgefordert über etwas erheben, was der Gruppe letztlich gerade beim Lachen sehr ernst ist.
Funktion und Merkmale
Salcia Landmann erwähnt Polonius in Shakespeares Hamlet, der, obwohl für seine Weitschweifigkeit bekannt, feststellt: „Weil Kürze denn des Witzes Seele ist“.

## Wirkungsweise des Witzes
Witze bewirken einen Tabubruch. Sie wirken durch eine Wortstruktur, in deren Verlauf der Sinn von einer (Erwartungs-)Ebene auf eine völlig andere und vom Hörer unerwartete (Wendungs-)Ebene überspringt; sie nutzen die Skriptopposition aus. Der Unterschied zwischen den beiden Ebenen soll Heiterkeit auslösen. Durch einen strengen Aufbau wird die Erwartung des Hörers in eine bestimmte Richtung gelenkt, aber der Schluss weicht tatsächlich davon ab. Die Überraschung – und damit das Vergnügen – ist umso größer, wenn die erste Ebene als selbstverständlich vorausgesetzt oder die zweite Ebene nur leicht angedeutet wurde. Durch die Auswahl von Witzen offenbart der Erzähler viel von sich selbst, durch Lachen bestätigen die Rezipienten, dass sie den Witz verstanden haben, aber auch, dass sie den Inhalt akzeptieren. In fast allen Witzen kommt eine Aggression zum Ausdruck, die gegen das Subjekt oder Objekt, über das man lachen soll, gerichtet ist. Daraus resultiert eine Ventilfunktion des Witzes. Witz und Satire sind für unterjochte Völker eine moralische Waffe gegen die Unterdrücker.
Lachen ist eine physische Reaktion auf einen Witz oder eine humorvoll empfundene Situation; es ist ein „komplexer, zirkulär verlaufender, physiologischer und biochemischer neurologischer Vorgang im Gehirn und in der Muskulatur“. Der Lachreiz wird durch die Pointe ausgelöst. Lachen tritt auf, wenn Verdrängungsenergie von ihrer statischen Funktion, etwas zu verbergen, zu verdrängen und dem Bewusstsein fernzuhalten, befreit wird. Der Schock des Freiseins von Verdrängung löst Freude und Lachen aus. Der Witz beseitigt das durch Erziehung und kulturelle Normen Verdrängte. Je stärker die Tabus, desto besser sind die Witze. In totalitären Gesellschaften floriert der politische Witz als „Flüsterwitz“ (In der Zeit des Nationalsozialismus: „Was gibt es für neue Witze?“ – „6 Monate KZ“).

## Klassifikation der Witze
Witze lassen sich nach verschiedenen Gesichtspunkten klassifizieren. Inhalt (Subjekt) oder ihrem Aufbau, dem „Mechanismus“ – also einem ihnen anhaftenden Merkmal, oder der Kaschierung durch Demütigung, herabsetzende Bloßstellung oder auch sexuelle Abartigkeiten. Viele Witze werden ziemlich ähnlich in unterschiedliches thematisches Umfeld gesetzt: So werden etwa politische Witze älterer Epochen der neuen Situation angepasst oder derselbe Witz auf verschiedene Randgruppen angewandt.

### Nach dem Sujet
- Witze über Autoritäten: Beamtenwitz, Lehrerwitze, Polizistenwitz, Soldatenwitz, Kellnerwitz
- Witze über Minderheiten und soziale Randgruppen,
  - über Personengruppen: Blondinenwitz, Musikerwitz, Bratscherwitz, Schwiegermutterwitz, Schwulenwitz
  - über Bevölkerungsgruppen: Ostfriesenwitz, Türkenwitz, Schottenwitz, Österreicherwitz, Negerwitz, Judenwitz, Belgierwitz, Sikh-Witze in Indien
  - über typische Utensilien: Mantawitz
- Witze zu sexuellen und anzüglichen Themen: sexueller Witz, Zote
- über typische Milieus: Zirkusleben, Zoo

Der Volkskundler Hannjost Lixfeld unterscheidet nach dem Sujet die folgenden Gruppen von Witzen.
1. Absurdes
2. Makabres
3. Familiäres und Sexuelles
4. Gebrechen
5. Soziale Gruppen
6. Ethnisches
7. Politisches
8. Konfessionelles

### Nach einem typischen Witzgenre
- Klein-Erna-Witz
- Klein-Fritzchen-Witz
- Häschenwitz
- Radio Eriwan
- Chuck-Norris-Witz
- Alle-Kinder-Witz[41][42]

### Spezifische Witze verschiedener kultureller Gruppierungen
- Politischer Witz: Radio Eriwan, Sponti-Spruch
- Anglerlatein, Jägerlatein, Seemannsgarn
- Wissenschaftlicher Witz
- Jüdischer Witz
- Deine-Mutter-Witz
- Witz in der Kunst: Chindōgu
- Männerwitz[43] (Zum Beispiel ausgehend von feministischen Gruppierungen: „Was ist ein Mann in Salzsäure? Ein gelöstes Problem.“[44])

### Nach der Situation
- Treppenwitz
- Visueller Witz
- Witzhafte Urteile über die Qualität von Witzen: Bartwickelmaschine
- Witzhafte Urteile über die Qualität von prinzipiell nicht als Witz gemeinten Äußerungen: Bauernregeln der „offensichtlich“ lustigen Art[45]

### Nach dem Aufbau
- Antiwitz
- Scherzfrage
- Kalauer
- Zote
- Verwechslungswitz

### Insiderwitz
Ein Insiderwitz ist ein Witz, dessen Verständnis spezielles Wissen innerhalb bestimmter Personengruppen voraussetzt, einer Gruppe von Freunden oder Kollegen oder innerhalb einer Familie. Eine sehr verbreitete Form des Insiderwitzes ist der wissenschaftliche Witz. Insiderwitze tauchen auch in der Kunst und hier vor allem in Film und Fernsehen auf, vor allem als (verfremdetes) Zitat etwa einer bestimmten Filmszene. Das Motiv solcher Witze ist meist eine Parodie des zitierten Werkes, gelegentlich auch eine Hommage. Oft genutzte Formen von Insiderwitzen in Film und Fernsehen sind Running Gags und Cameo-Auftritte.
Eine besondere Form des Insiderwitzes ist der „klassische Wiedererzähler“. Der im Witz zitierte Wiedererzähler der Geschichte ersetzt wenig bekannte Fachbegriffe durch Worte des Alltagswortschatzes. Aus dem Missverständnis entsteht die Wirkung.

„Der Nachbar erfährt, dass der Bekannte zur Tierhandlung fährt. Er bittet ihn, einen Pointer mitzubringen. Der Bekannte sagt: ‚Ja!‘. Kehrt aber kurz danach zurück und fragt: ‚Was ist eigentlich ein Pointer?‘ Aber der klassische Wiedererzähler hat die genaue Bezeichnung der Hunderasse vergessen und erzählt den Witz als […] kannst Du mir einen Hund mitbringen.“

Die Wirkung eines solchen Meta-Witzes beruht auf der Gesamterzählung.

## Witze in anderen Kulturkreisen
Vielfach heißt es, die Deutschen, ohnehin ein „Volk ohne Witz“, lebten in einem gut funktionierenden politischen System mit freier Meinungsäußerung und einer Gesellschaft der Mitte ohne tiefgreifende Spaltung, so dass sich dem politisch motivierten Lachen nicht genügend Angriffsfläche biete. Je mehr Leidensdruck etwa in Diktaturen vorhanden ist und Lachen zur Herstellung von Öffentlichkeit und zum Angst- und Frustrationsabbau benötigt wird, umso mehr Ventilfunktion kommt insbesondere dem politischen Witz zu.
Ob ein Witz als witzig empfunden wird, hängt stark vom Kulturkreis ab. Witze funktionieren in der Regel nur in einem bestimmten Kulturkreis. Im Englischen verwendet man häufig Wortspiele („puns“) wie „Put not your trust in money, but put your money in trust“ (trust: Vertrauen Sie ihrem Geld nicht, aber legen Sie ihr Geld sicher an). Hier wurde die Ambivalenz von „trust“ ausgenutzt: Der erste Halbsatz kündigt einen Widerspruch an, der im letzten Teil wieder zurückgenommen wird. In Nordamerika gibt es Superiority Jokes (Überlegenheitswitze). Auch im Französischen ist das Wortspiel beliebt, zumal die französische Sprache die Lexemgrenze durch die Aussprache-Liaison weniger akzentuiert als im Deutschen; dadurch sind syntagmatische Homophonien recht häufig. Das Missverständnis ist international eine beliebte Witztechnik. Hier wird die Mehrdeutigkeit, Kompliziertheit oder Verklausuliertheit der Sprache in der Pointe ausgenutzt, um das vom Rezipienten eingangs interpretierte Skript durch ein anderes zu ersetzen (Kommt ein Mann in die Metzgerei und sagt: „Ich hätte gern 500 Gramm Leberwurst, und zwar von der fetten, groben!“ Sagt die Verkäuferin: „Tut mir leid, die hat heute Berufsschule!“).
Die (politische) Situation des jeweiligen Landes ist ebenfalls ausschlaggebend. Sind die Menschen zufrieden, wie es die Kanadier von sich behaupten, lachen sie nur sehr wenig. Sind sie es nicht, wie es die Deutschen von sich sagen, sind sie leichter zum Lachen zu bringen. So wurde Deutschland vom Lachlabor als humorvollstes Land ermittelt, da die Deutschen über die meisten Witze lachen konnten. Im Gegensatz zu den meisten anderen Nationen hatten sie keine Vorliebe für eine bestimmte Art von Witzen.
Der englische Psychologe Richard Wiseman versuchte ab September 2001, mittels einer Internetbefragung herauszufinden, welcher Witz von den meisten Menschen als lustig empfunden wird. Der Aufforderung, den eigenen Lieblingswitz auf die Seite zu stellen und die Witze anderer zu bewerten, folgten etwa 500.000 Menschen aus insgesamt 70 Ländern. Sie stellten zusammen 40.000 Witze ein, zu denen 1,5 Millionen Bewertungen abgegeben wurden. Die meisten Stimmen erhielt folgender Witz:

„Zwei Jäger sind im Wald unterwegs, als einer von ihnen zusammenbricht. Er scheint nicht mehr zu atmen, und seine Augen sind glasig. Der andere Typ zückt sein Telefon, ruft den Notdienst an und stößt hervor: ‚Mein Freund ist tot! Was kann ich nur machen?‘ – Darauf der Telefonist: ‚Beruhigen Sie sich. Ich kann Ihnen helfen. Zuerst sollten wir sicherstellen, dass er tot ist.‘ Kurze Pause, dann ein Schuss. Zurück am Telefon sagt er: ‚OK, was jetzt?‘“

Ausschlaggebend war dabei, dass der Witz in vielen verschiedenen Ländern und unabhängig von Geschlecht und Altersgruppe punkten konnte. Die Pointe wurde bereits 1951 in einem Sketch von Spike Milligan verwendet.

## Abgrenzungen
Unter Witz wird außerdem eine besondere Schlauheit verstanden, eine Fähigkeit, sich geistreich und lustig zu äußern („Mutterwitz“). Bereits Freud unterschied zwischen Witz, Komik und Humor. Humor, Komik oder Anekdote bezieht sich auf einen tatsächlichen Vorgang, der Witz ist rein fiktiv. Scherz und Witz sind eng verwandt, häufig werden sie synonym verwendet.